# Ana Zalokar
Ana Zalokar (r. Kos), slovenska zdravnica, * 1891, Carsko selo pri Petrogradu, † 26. maj 1979, Jesenice.

## Življenje in delo
Rodila se je očetu Slovencu Ivanu Kosu in Veri Krohn, hčeri švedskega trgovca in vnukinji znanega pisatelja Biernatzkega. Po končani gimnaziji v Carskem selu pri Petrogradu je odšla v München študirat biologijo, kasneje pa je na Dunaju nadaljevala študij medicine. Še kot študentka se je tam seznanila in leta 1913 tudi poročila z Alojzijem Zalokarjem. Doktorirala je leta 1918.
Od leta 1920 do 1945 je imela v domači hiši v Ljubljani zasebno ordinacijo. V času druge svetovne vojne je v njeni hiši deloval Radio Kričač. Zaradi njenega ilegalnega dela v okupirani Ljubljani jo je kolaboracijska in fašistična organizacija Črna roka prišla likvidirat, v zadnjem trenutku pa jo je rešila mimoidoča nemška patrulja. Poleg ordinacije na domu je dolga leta delala na šolski polikliniki. Kljub številni družini in strokovnemu delu v ambulanti je posvečala veliko pozornosti delovanju na humanitarnem, kulturnem, izobraževalnem in političnem področju. Zavedala se je neenakopravnega položaja ženske z moškim in nemoči posameznice. Bila je članica Splošnega slovenskega ženskega društva, Zveze akademsko izobraženih žen, delovala je pri Ženskem pokretu in Domu visokošolk. 
Bila je ena od aktivnih članic, saj je leta 1931 dala pobudo za ustanovitev ljubljanske sekcije Zveza akademsko izobraženih žen. Postala je prva predsednica ljubljanske sekcije Združenja univerzitetno izobraženih žena Jugoslavije. V odboru društva so delovale tudi druge zdravnice: Eleonora Jenko Groyer, Valerija Valjavec, Slava Lunaček, Amalija Šimenc in mnoge druge. Med nalogami, ki so si jih zadale mnoga ženska društva tiste dobe, je bila razrešitev vprašanja legalizacije splava.
Z Alojzijem sta imela pet otrok: Ivana,Tatjano, Marka, Žarka in Jurija.

## Vir
- Splošno žensko društvo 1901-1945, od dobrih deklet do feministk, (COBISS), str. 248–254.
- Pozabljeni Slovenci: Ana Zalokar
- http://4d.rtvslo.si/arhiv/dokumentarni-filmi-in-oddaje-kulturno-umetniski-program/174336732 (dokumentarni film o njej. 2015). avtorica scenaristka na RTV Slovenija Anja Čuček.

1. ↑  geni.com — 2022.